# بحيرة سادبارا

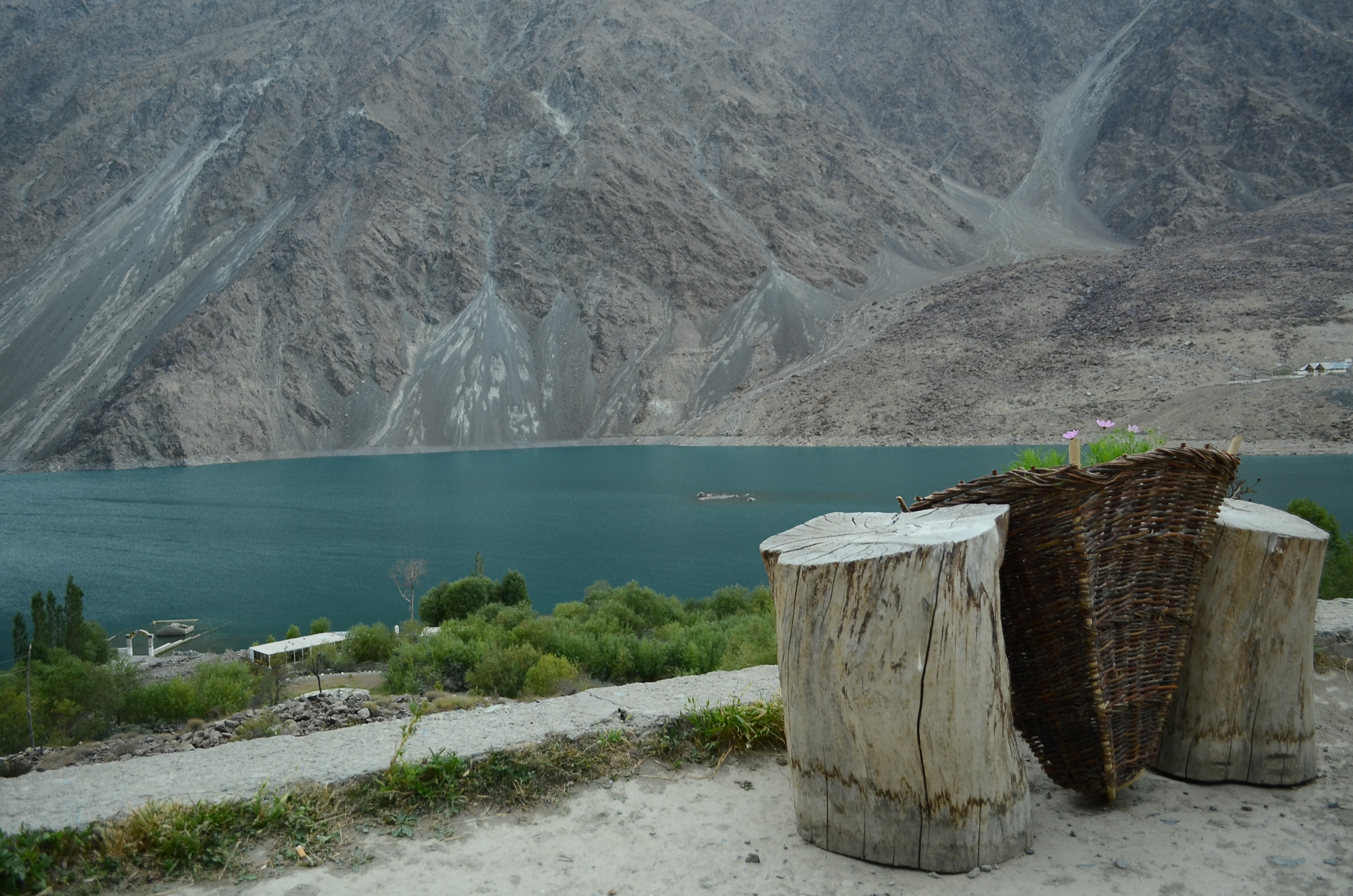
بحيرة سادبارا سكاردو

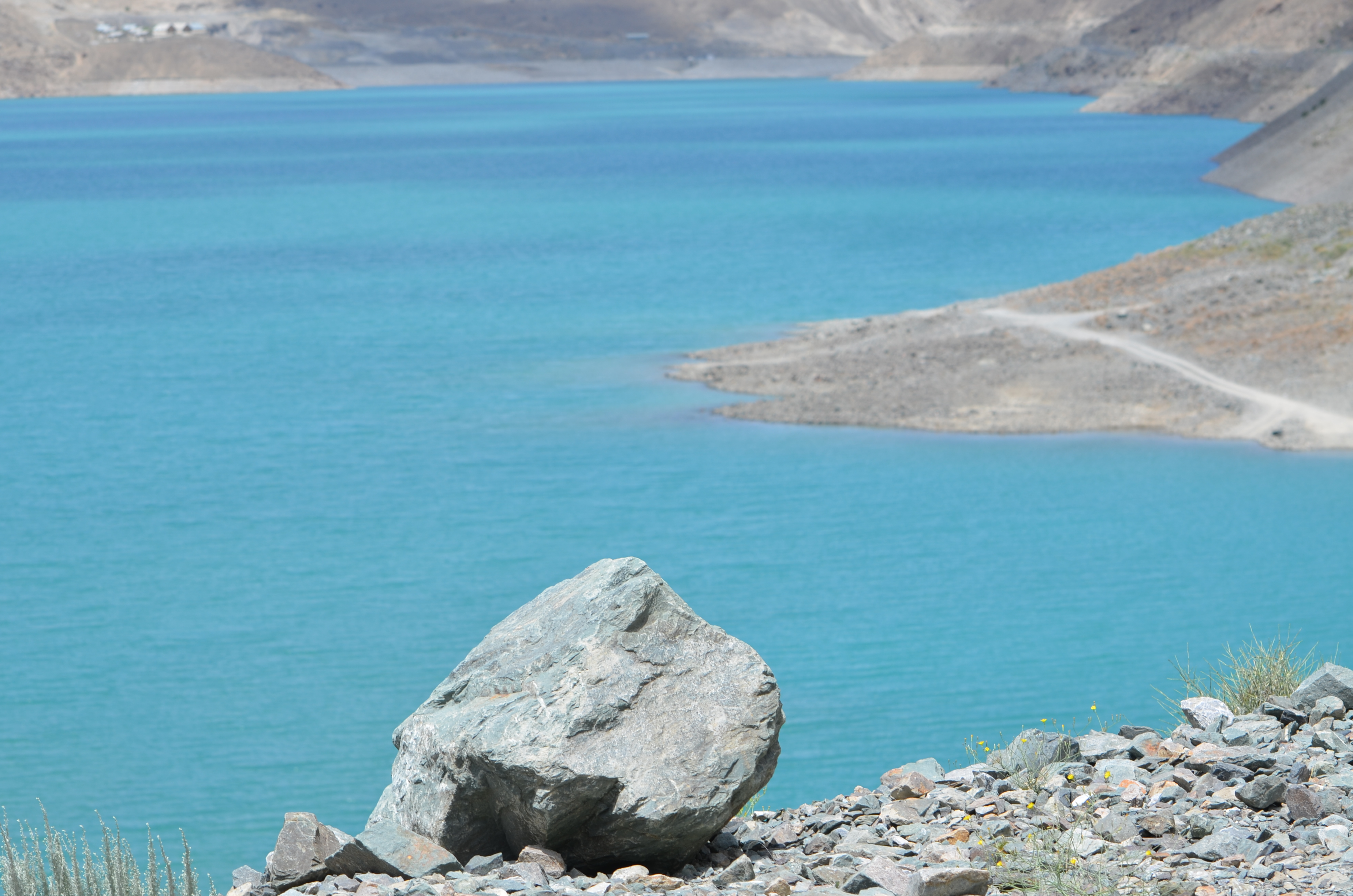
مياه بحيرة سادبارا الفيروزية في سكاردو

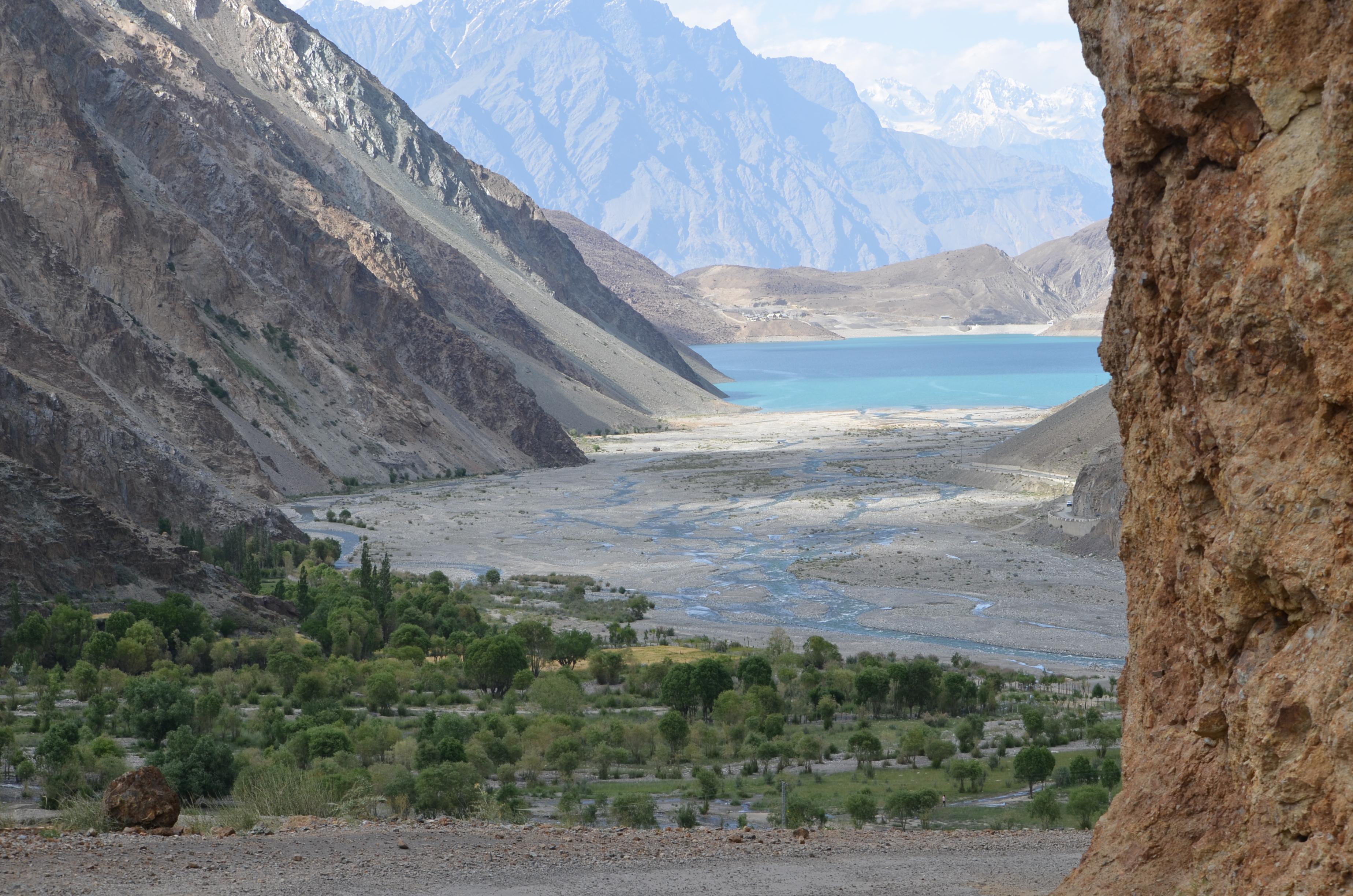
منظر بحيرة سادبارا من قرية في سكاردو

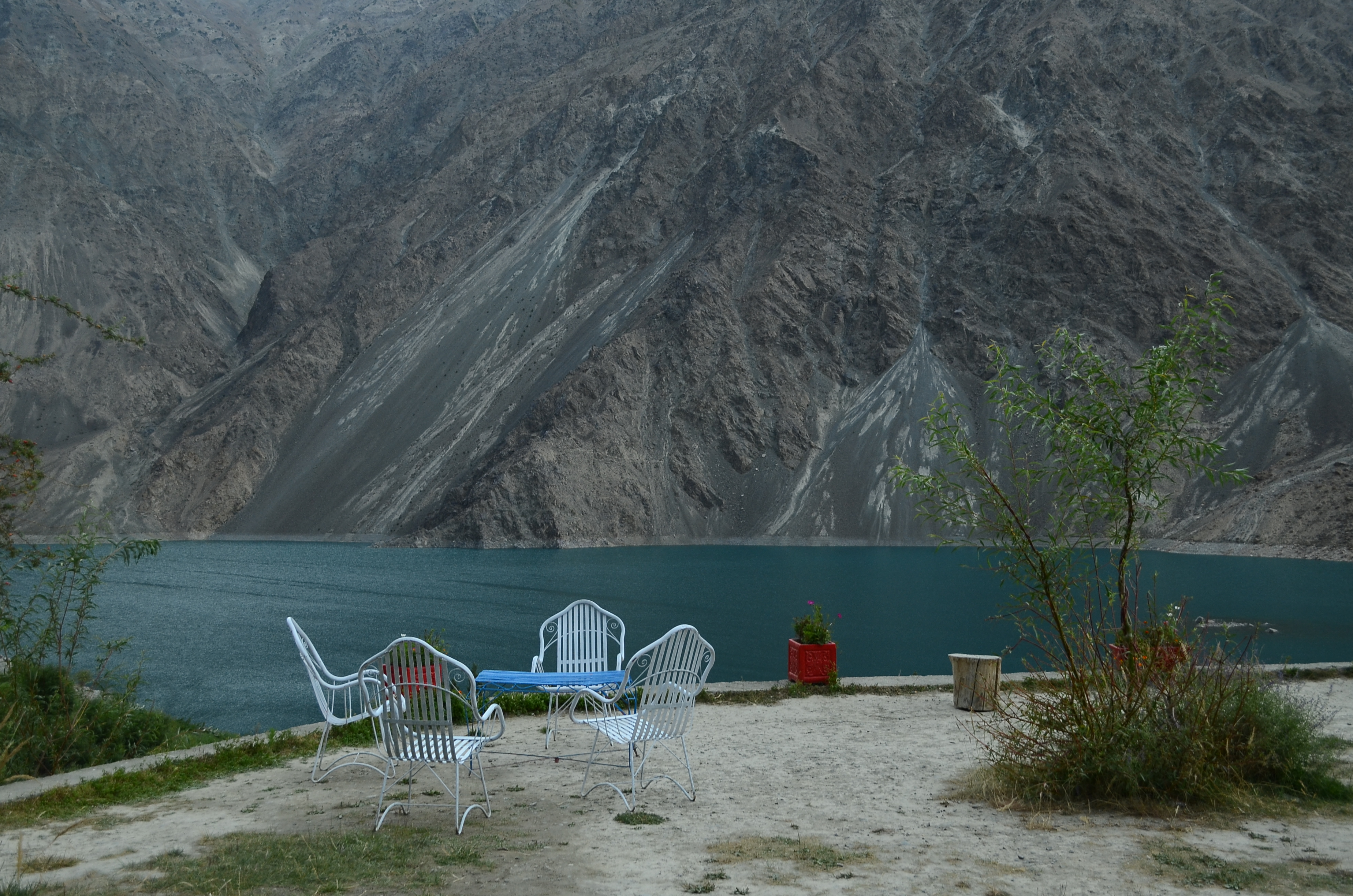
بحيرة سادبارا سكاردو

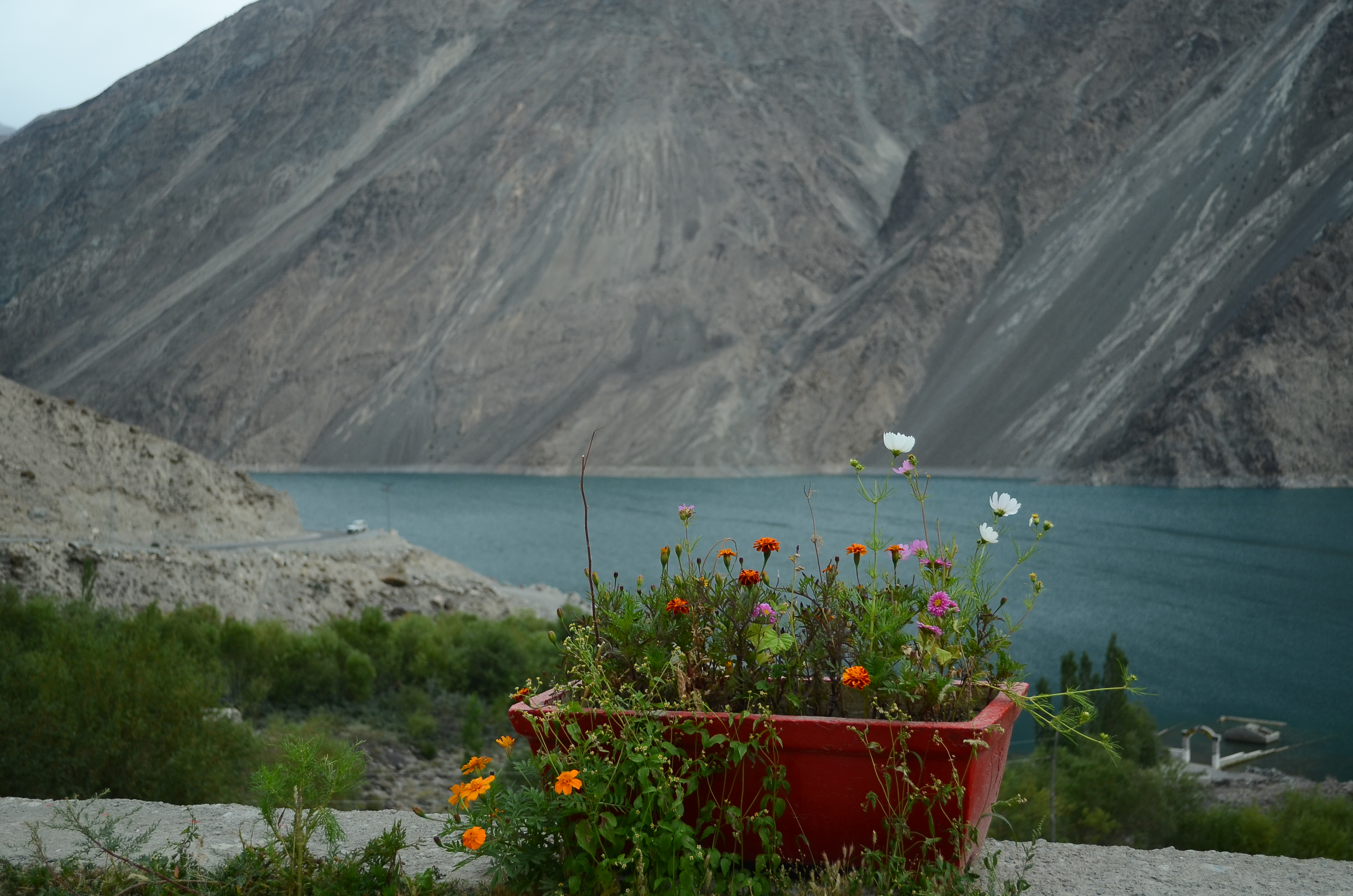
بحيرة سادبارا سكاردو

بحيرة سادبارا أو بحيرة ساتبارا (بالأردوية: سدپارہ سر جھیل)‏ هي بحيرة طبيعية بالقرب من سكاردو، غلغت-بلتستان، باكستان، والتي تمد وادي سكاردو بالمياه.
تقع بحيرة سادبارا على ارتفاع 2636 مترًا (8650 قدم) فوق مستوى سطح البحر وتنتشر على مساحة 2.5 كيلومتر مربع. 
أدى الانتهاء من سد سادبارا في اتجاه مجرى النهر إلى زيادة حجم بحيرة سادبارا.

## خصائص فيزيائية
- إن ذوبان الجليد في سهول ديوساي هو المصدر الرئيسي لمياه البحيرة.
- تتوسط البحيرة بمساحة 2.5 كم مع جزيرة خلابة.[2]

## أنظر أيضا
- سد ساتبارا
- ساتبارا ستريم
- جيلجيت بالتستان

## روابط خارجية
- صور من بحيرة ساتبارا بواسطة وقاص عثمان
- - معرض صور عمران احمد

قالب:Waters of Pakistan